# Carlos Fernández Maldonado
Carlos Fernández es un exfutbolista peruano nacido el 1 de noviembre de 1984 en Lima que jugaba de centrocampista. Actualmente trabaja en la Federación Peruana de Fútbol asistiendo en la categoría sub-15 de las divisiones menores.

## Trayectoria
Estuvo en las divisiones menores del Deportivo Municipal, en una camada de futbolistas de la cual también salió Jefferson Farfán. Es volante de primera línea, pero también se puede desempeñar como lateral izquierdo.

### Alianza Lima
Su debut en la profesional se dio en Alianza Lima donde salió campeón en el 2003. Aquel año jugó al lado de los jugadores Wilmer Aguirre, Rinaldo Cruzado y Jefferson Farfán.
En el 2006 fue campeón del Torneo Clausura con el Cienciano y subcampeón del Campeonato Descentralizado 2006 jugando así la Copa Libertadores 2007.
A inicios del 2016 llega a Alianza Atlético donde se convierte en pieza clave en la defensa. Tuvo un par de años aceptables con el club, sin embargo, no pudo evitar el descenso a la Segunda División del Perú en el Campeonato Descentralizado 2017.

## Clubes
| Club                   | País | Año         |
| ---------------------- | ---- | ----------- |
| Alianza Lima           | Perú | 2002-2004   |
| Grau-Estudiantes       | Perú | 2004        |
| Alianza Lima           | Perú | 2005        |
| Cienciano              | Perú | 2006-2007   |
| Alianza Lima           | Perú | 2008        |
| Universidad San Martín | Perú | 2009 - 2015 |
| Alianza Atlético       | Perú | 2016 - 2017 |

### Campeonatos nacionales
| Título                    | Club                   | País | Año  |
| ------------------------- | ---------------------- | ---- | ---- |
| Primera División del Perú | Alianza Lima           | Perú | 2003 |
| Primera División del Perú | Alianza Lima           | Perú | 2004 |
| Primera División del Perú | Universidad San Martín | Perú | 2010 |

### Campeonatos internacionales
| Título                 | Equipo                    | Sede    | Año  |
| ---------------------- | ------------------------- | ------- | ---- |
| XV Juegos Bolivarianos | Selección del Perú Sub-17 | Ecuador | 2001 |